# Christian von Schwartz
Christian Klemens Ferdinand von Schwartz (* 29. Dezember 1878 in Erkerode; † 1944) war ein deutscher Jurist und Verwaltungsbeamter.

## Herkunft
Seine Eltern waren der Theologe Karl von Schwartz (1847–1923) und dessen Ehefrau Dorothea Maria Magdalen Schirks (* 1842). Sein Bruder Karl August (1873–1943) war ebenfalls Theologe, seine Schwester Lydia Cäciele Agnes (* 26. August 1880) mit dem Theologen Johannes von Walter (1876–1940) heiratet. 

## Leben
Nach dem Schulbesuch studierte Schwartz Rechtswissenschaften und promovierte zum Dr. jur. Als Bezirksassessor war er 1909 in Borna tätig. Später wechselte er an die Kreishauptmannschaft Leipzig, wo er zum Regierungsrat ernannt wurde. Im Juli 1922 wurde er als bisheriger Oberregierungsrat von der Sächsischen Staatskanzlei als kommissarischer Amtshauptmann in der Amtshauptmannschaft Schwarzenberg im Erzgebirge eingesetzt. Im März 1933 wurde er aufgrund seiner Nähe zur Sozialdemokratie durch die neuen nationalsozialistischen Machthaber beurlaubt.